# Катинско клане
Вижте пояснителната страница за други значения на Катин.
Катинското клане (на полски: Zbrodnia katyńska; на руски: Катынский расстрел) е съветско военно престъпление – масово убийство на 21 857 поляци (офицери и интелектуалци) по време на съветската инвазия в Полша през Втората световна война, извършено от служители на съветското НКВД.
Жертвите са взети като военнопленници, след като Съветският съюз нахлува в Полша през септември 1939 г. Разстрелите са извършени главно в гората край с. Катин (Katyń) (на 18 км западно от Смоленск, Русия) и в щабквартирата на НКВД в град Калинин, Русия. В с. Гньоздово е изграден полски военен мемориал, посветен на жертвите от разстрелите. В провеждането на операцията са ангажирани над 120 служители от НКВД, начело с Василий Блохин, главен комендант на НКВД.

## Разкриване
През 1942 г. строителни работници, копаещи под ръководството на германските въоръжени сили, откриват близо до вилната местност Катин ров, пълен с неразложили се трупове. Мнозинството от тях принадлежат на полски офицери. Германците огласяват зловещата си находка пред световната общественост през пролетта на 1943 г. Те заявяват, че поляците са разстреляни по заповед на Йосиф Сталин още през пролетта на 1940 г. По искане на Германия е свикана комисия. Германия настоява в комисията да участва Международният червен кръст, но Съветският съюз се противопоставя на това предложение. Германия провежда самостоятелно разследване. В него участва и българският патолог доц. Марко Марков, който подписва крайното заключение на комисията, но не представя собствено мнение. След Деветосептемврийския преврат в България доцент Марков е съден от Народния съд и оправдан.  По време на делото патологът декларира, че е подписал заключението под натиск на немските лекари. По-късно той свидетелства пред съда в Нюрнберг, където оттегля подписа си от заключението и също така заявява, че разстрелите са станали не по-рано от последната четвърт на 1941 г. 
През 1943 г. Съветите си връщат обратно катинските територии, правят повторна ексхумация и обвиняват за случилото се Вермахта. Съветската държава твърди, че жертвите са били разстреляни през есента на 1941 г. от германците. Става дума за близо 22 000 поляци. На 14 април 1990 г., 47-ата годишнина от разстрела, СССР изразява официално „дълбоки съжаления“ и признава, че тайните служби на СССР са отговорни за разстрела. По-късно Борис Елцин разсекретява архивите, отнасящи се до случая, от които става ясно, че разстрелите действително са били извършени през април и май 1940 г. от части на НКВД.

## Жертви
В клането загиват много полски войници, офицери, представители на интелигенцията, едри собственици – „цветът“ на полската нация. Сред жертвите са общо 16 генерали, 1 адмирал, 24 полковници, 79 подполковници, 258 майори, 654 капитани, 3420 подофицери, 7 армейски свещеници, 3 едри земевладелци, 1 принц, 43 служители, 85 редници, 131 бежанци; 20 университетски професори, 300 медици, няколко хиляди адвокати, инженери и учители; повече от 100 писатели и журналисти и над 200 пилоти.
Въпреки че според данните на Сталин разстреляните са 25 700, на 3 март 1959 в доклад на председателя на КГБ Александр Шелепин се казва, че всъщност са разстреляни 21 857 поляци, както следва:
- 4421 в Катинската гора (Смоленск)
- 3820 в лагера „Старобелск“ (близо до Харков)
- 6311 в лагер „Осташково“ (Калининска/Тверска област)
- 7305 в други лагери и затвори в Западна Украйна и Западна Беларус.

Ликвидиран е повече от половината полски офицерски състав. Около 6 хил. души са разстреляни собственоръчно от Василий Блохин, комендант на главната квартира на НКВД в Лубянка, Москва.
- Оригинална докладна записка от 5 март 1940 г. от Лаврентий Берия до Йосиф Сталин, съдържаща предложение за екзекуция на полските офицери
- стр.2 на докладната записка
- стр.3 на докладната записка
- стр.4 на докладната записка

## Оценки
По повод отбелязване 70-годишнината от трагедията на среща с полския си колега Доналд Туск, тогавашният руски премиер Владимир Путин заявява на мемориалния комплекс „Катин“: 
| „ | Тези престъпления не могат да имат никакви оправдания, в нашата страна е дадена ясна политическа, правова, нравствена оценка на злодеянията на тоталитарния режим и тази оценка не подлежи на никакви ревизии. | “ |

След това изказване, в което категорично се разграничава Русия от Съветския съюз и руснаците от болшевиките, някои масмедии отправят критики, че Путин не се е извинил на полския народ. След тези критики руският президент дава следния отговор: 
| „ | Руснаците и поляците са били жертви на режим, който е убивал без оглед на потекло, раса и религия. Колкото и горчива да е истината, не е по силите ни да променим миналото. Руският народ, който е преминал през ужасите на гражданската война, насилствената колективизация, масовите репресии от 30-те години, може би по-добре от всеки друг разбира какво значи за много полски семейства Катин. | “ |

На 16 април 2012 г. Европейският съд по правата на човека постановява, че Русия е нарушила правата на роднини на поляците и определя случилото се като военно престъпление. 
За разлика от Катинското клане, което след рухването на Съветския съюз е признато за престъпление на болшевиките, въпросът за отговорността за Виницката трагедия все още не е официално повдигнат в съвременна Русия.
На 10 април 2010 г. на път за поклонение към мемориала в самолетна катастрофа край Смоленск загиват полският президент Лех Качински и общо 96 високопоставени държавни служители от полското държавно ръководство, както и целият екипаж. 
През 2007 година Анджей Вайда, чийто баща е сред жертвите на Катинското клане, реализира филма „Катин“. Творбата е номинирана за Оскар в категория чуждоезичен филм.